# Gomes Mendes Barreto
Gomes Mendes Barreto (1205 -?) foi um nobre medieval do Reino de Portugal, tendo sido Mestre da Ordem dos Pobres Cavaleiros de Cristo e do Templo de Salomão.
Foi um dos primeiros membros da sua família a usar o nome Barreto. É pela parte paterna descendente da velhíssima família Baião. Sua sogra D. Sancha Pais, foi irmã de D. Gualdim Pais (Amares, 1118 - Tomar, 1195) cruzado português, Freire Templário, Cavaleiro de D. Afonso I de Portugal (1128-1185), fundador da cidade de Tomar e quem fez construir o Castelo de Tomar e o Castelo de Pombal.

## Relações familiares
Foi filho de Mem Soares Velho (1180 -?) e de uma senhora cujo nome e a história não registou. Casou com Constança Pais (1210 -?) filha de Paio Gomes Gabere e de Sancha Pais, de quem teve:
1. João Gomes Barreto,
2. Fernão Gomes Barreto (1230 -?) casou com Sancha Pais, filha de Paio Viegas de Alvarenga (1210 -?), Senhor do Couto de Alvarenga e de Teresa Anes de Riba de Vizela.
3. Paio Gomes Barreto, foi Templário,
4. Sancha Gomes casou com Soeiro Pires Carnes,
5. Nuno Gomes